# Lee Sook-ja
Lee Sook-ja (kor. 이숙자, ur. 17 czerwca 1980 w Seulu w Korei Południowej) – południowokoreańska siatkarka, grająca jako rozgrywająca. Obecnie występuje w drużynie GS Caltex.